# Mantidactylus brevipalmatus
Mantidactylus brevipalmatus är en groddjursart som beskrevs av Ahl 1929. Mantidactylus brevipalmatus ingår i släktet Mantidactylus och familjen Mantellidae. IUCN kategoriserar arten globalt som livskraftig. Inga underarter finns listade i Catalogue of Life.